# 9175 Graun
9175 Graun (1990 OO2) là một tiểu hành tinh vành đai chính được phát hiện ngày 29 tháng 7 năm 1990 bởi H. E. Holt ở Palomar.